# Catocha incisa
Catocha incisa är en tvåvingeart som beskrevs av Jaschhof 2009. Catocha incisa ingår i släktet Catocha, och familjen gallmyggor. Arten är reproducerande i Sverige.